# Dorfkirche Röblitz

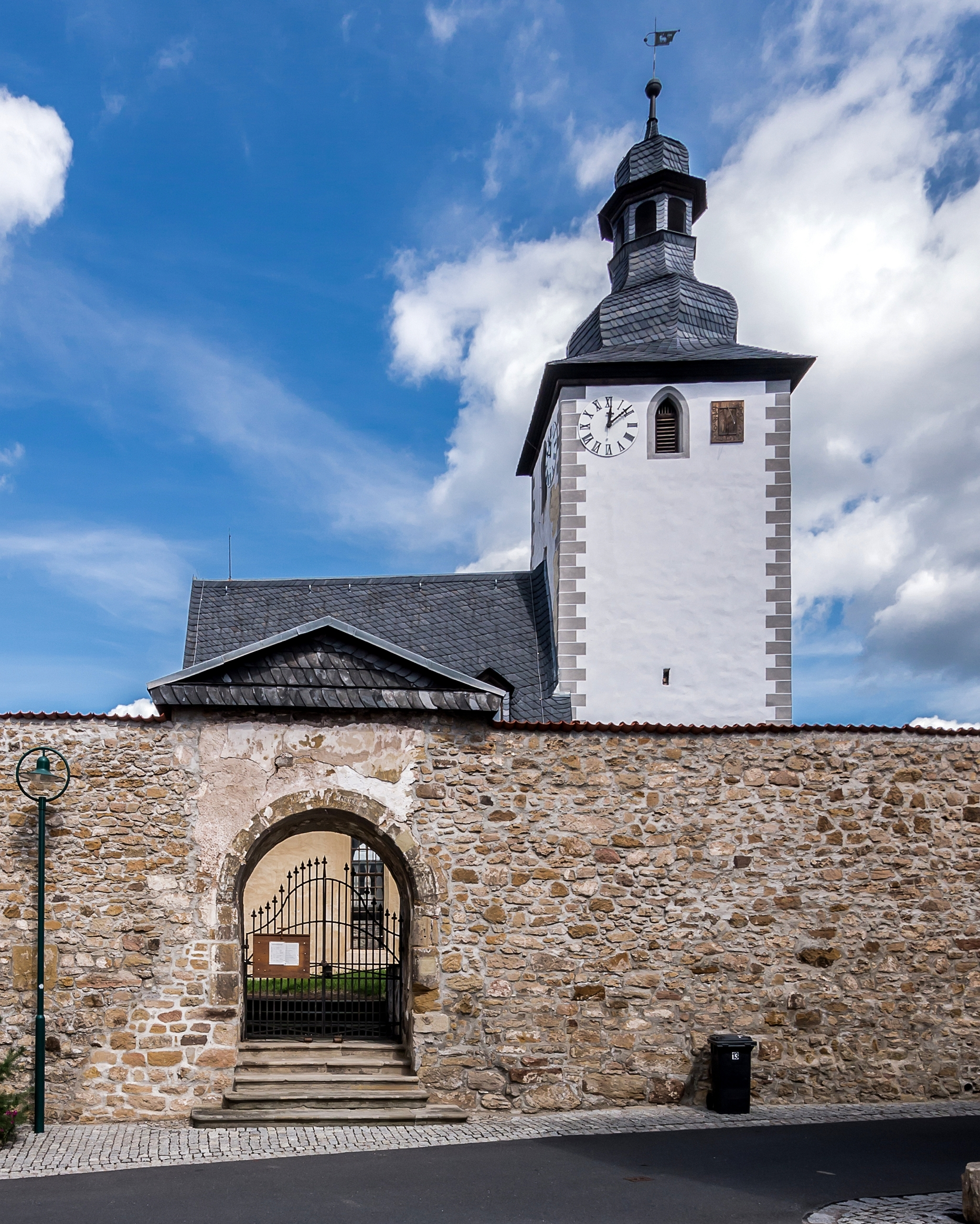
Dorfkirche Röblitz

Die evangelisch-lutherische, denkmalgeschützte Kirche Röblitz steht in Röblitz, einem Ortsteil von Unterwellenborn im Landkreis Saalfeld-Rudolstadt in Thüringen. Die Kirchengemeinde Röblitz gehört zum Pfarrbereich Saalfeld II (Mitte)-Unterwellenborn im Kirchengemeindeverband Saalfeld im Kirchenkreis Rudolstadt-Saalfeld der Evangelischen Kirche in Mitteldeutschland.

## Beschreibung
Von einer runden, hohen Mauer umgeben, die nur ein Tor aufweist, steht die Wehrkirche, eine kleine romanische Saalkirche von 1572. Nach einem Brand wurde sie 1640–1653 wiederhergestellt. 1735 erhielt der Chorturm eine schiefergedeckte, zweifach gestaffelte, sechsseitige Haube. Die spitzbogige Klangarkade auf der Südseite des obersten Geschosses des Turms wird flankiert vom Zifferblatt der Turmuhr und einer Sonnenuhr. 
Das Kirchenschiff ist mit einem schiefergedeckten Satteldach bedeckt. Den Chor bedeckt ein Kreuzgratgewölbe. Der Innenraum hat zweigeschossige Emporen und ist mit einer Flachdecke überspannt. Zur Kirchenausstattung von 1735 gehört ein mit Schnitzwerk verzierter Kanzelaltar. Die Orgel mit 10 Registern, verteilt auf ein Manual und Pedal, wurde um 1800 von einem unbekannten Orgelbauer errichtet.